# Gare d’Avranches
Gare d’Avranches vasútállomás Franciaországban, Avranches településen.

## Vasútvonalak
Az állomást az alábbi vasútvonalak érintik:
- Lison–Lamballe-vasútvonal

## Kapcsolódó állomások
A vasútállomáshoz az alábbi állomások vannak a legközelebb:
- Gare de Folligny (Gare de Lison, Lison–Lamballe-vasútvonal)
- Gare de Pontorson - Mont-Saint-Michel (Gare de Lamballe, Lison–Lamballe-vasútvonal)
- Gare de Montviron - Sartilly